# Quello Che Non Ti Ho Detto Mai
«Quello Che Non Ti Ho Detto Mai» (укр. «Те що я тобі так і не сказав») — пісня та сингл італійського співака і кіноактора Адріано Челентано з альбому «Esco di rado e parlo ancora meno» 2000 року.

## Про пісню
Пісня була четвертим треком альбому Адріано Челентано «Esco di rado e parlo ancora meno», що вийшов 10 листопада 2000 року, музику написав композитор Джанні Белла, а текст — пісняр Могол. Темою пісні були любовні стосунки, що загалом притаманно текстам більшості пісень, які Могол писав для Челентано. Музичний сайт «Discogs.com» характеризує музику пісні як поп. У записі пісні брали участь американський гітарист Майкл Томпсон та аранжувальник Фіо Дзанотті, як і всіх композицій альбому.

## Оцінки критиків
Італійський музичний критик Франко Дзанетті у своїй рецензії 2000 року негативно оцінив тексти пісень альбому «Esco di rado e parlo ancora meno» словами «Не можна мовчати вже у вступі, що тексти написані Моголом для „Esco di rado (e parlo ancora meno)“, другого твору команди, що складається з Адріано та Джанні Белли з нагоди попереднього „Io non so parlar d'amore“, часто виявляються не на очікуваній висоті». Дзанетті назвав тексти пісень «речами з фестивалю Санремо п'ятдесятих / шістдесятих років», продовжуючи далі, він сказав, що «речі, настільки точно датовані, що змушує думати, що насправді йдеться про результат вмілого використання стилю. Давайте домовимось: я не хочу розпочинати дискусію стосовно змісту пісень, мене повністю влаштовує, що Адріано співає про любов (або про будь-яку іншу річ, лише не про соціологію чи екологію). Мене цілком влаштовує, що він співає у традиційній, ба навіть трохи у ретро манері. Але якщо б він співав би менш незручні тексти, я би був задоволений більше». Оцінюючи «Quello che non ti ho detto mai», критик виділив її вступ, назвавши його «елегантною музичною фразою, яка добре розгортається (на жаль, затиснутою у малопереконливі вірші)».

## Сингл
У 2000 році пісня була випущена як сингл CD в Італії власним лейблом Челентано «Clan Celentano». Хоча альбом «Esco di rado e parlo ancora meno» і очолив італійський чарт, не існує жодних данних щодо потрапляння пісні «Quello Che Non Ti Ho Detto Mai», як й усіх синглів альбому, до італійського «топ-100» чарту найкращих синглів. Обкладинка синглу мала спільну з альбомом концепцію оформлення — вона містила лише літери назви пісні на сірому тлі.

## Відеокліп
До пісні був знятий відеокліп, у якому Адріано Челентано (у темних окулярах, одягнений у чорний плащ, шарф та капелюх) крокує, або сидить, у занедбаній промисловій будівлі. Відео містить елементи анімації змонтованої з кадрами, що демонструють Челентано. Яскраво-кольорова анімація зображає: візерунки; фігури оголених жінок; слова з пісні; жіночі обличчя, очі, руки та губи; червоне серце; та квіти.

## Живе виконання та використання
«Quello Che Non Ti Ho Detto Mai» виконувалася Челентано наживо лише на його авторському телешоу «125 milioni di caz..te» 2001 року, вона не потрапила до жодної збірки співака.

## Трек-лист
«Esco di rado e parlo ancora meno»
| #  | Назва                                                           | Автор слів | Автор музики | Тривалість |
| -- | --------------------------------------------------------------- | ---------- | ------------ | ---------- |
| 1. | «Quello Che Non Ti Ho Detto Mai» (Те що я тобі так і не сказав) | Могол      | Джанні Белла | 4:35       |

Сингл «Quello Che Non Ti Ho Detto Mai»
| #  | Назва                                                           | Автор слів | Автор музики | Тривалість |
| -- | --------------------------------------------------------------- | ---------- | ------------ | ---------- |
| 1. | «Quello Che Non Ti Ho Detto Mai» (Те що я тобі так і не сказав) | Могол      | Джанні Белла | 4:35       |

## Учасники запису та виробництво
- Головний вокал — Адріано Челентано
- Ударні — Леле Мелотті
- Бас-гітара — П'єр Мікелатті
- Клавішні — Фіо Дзанотті
- Соло-гітара — Майкл Томпсон
- Автори музики — Джанні Белла
- Автор тексту — Могол

Виробництво
- Lunapark Edizioni Musicali S.r.l. — Edizioni Musicali Nuova Gente R.B. S.n.c. — L'Altra meta S.r.l.

## Видання
| Назва                          | Формат                 | Лейбл          | Маркування | Країна | Рік  |
| ------------------------------ | ---------------------- | -------------- | ---------- | ------ | ---- |
| Quello Che Non Ti Ho Detto Mai | CD, Single, Promo, Car | Clan Celentano | CLN 4009   | Італія | 2000 |